# Angourie Rice
Angourie Rice (ur. 1 stycznia 2001 w Perth) – australijska aktorka, która wystąpiła m.in. w filmach Na pokuszenie, Spider-Man: Homecoming i Nice Guys. Równi goście.

## Filmografia

### Filmy
| Rok  | Tytuł                                 | Rola                   | Reżyser                      | Uwagi           |
| ---- | ------------------------------------- | ---------------------- | ---------------------------- | --------------- |
| 2009 | Hidden Clouds                         | Edith                  | Michael McCall               | krótkometrażowy |
| 2011 | Mercy                                 | Mercy                  | Waheed Naddafi               | krótkometrażowy |
| 2012 | Transmission                          | Tilly                  | Zak Hilditch                 | krótkometrażowy |
| 2013 | These Final Hours                     | Rose                   | Zak Hilditch                 |                 |
| 2013 | Coping                                | Lou Lou                | Kaila Jones                  | krótkometrażowy |
| 2013 | Wędrówki z dinozaurami                | Jade                   | Neil Nightingale, Barry Cook |                 |
| 2016 | Nowhere Boys: The Book of Shadows     | Tegan                  | David Caesar                 |                 |
| 2016 | Nice Guys. Równi goście               | Holly March            | Shane Black                  |                 |
| 2017 | Jasper Jones                          | Eliza Wishart          | Rachel Perkins               |                 |
| 2017 | Na pokuszenie                         | Jane                   | Sofia Coppola                |                 |
| 2017 | Spider-Man: Homecoming                | Betty Brant            | Jon Watts                    |                 |
| 2018 | Każdego dnia                          | Rhiannon               | Michael Sucsy                |                 |
| 2018 | Ekspedientki (Ladies in Black)        | Lisa                   | Bruce Beresford              |                 |
| 2019 | Spider-Man: Daleko od domu            | Betty Brant            | Jon Watts                    |                 |
| 2020 | Daisy Quokka: World's Scariest Animal | Daisy Quokka           | Ricard Cussó                 | głos            |
| 2021 | Spider-Man: Bez drogi do domu         | Betty Brant            | Jon Watts                    |                 |
| 2022 | Powrót do liceum                      | młoda Stephanie Conway | Alex Hardcastle              |                 |
| 2022 | Honor Society                         | Honor Rose             | Oran Zegman                  |                 |

### Telewizja
| Rok     | Tytuł                        | Rola            | Uwagi                            |
| ------- | ---------------------------- | --------------- | -------------------------------- |
| 2014    | The Doctor Blake Mysteries   | Lisa Wooton     | 1 odc.                           |
| 2014    | Worst Year of My Life Again  | Ruby            | 1 odc.                           |
| 2015    | Mako Mermaids: Syreny z Mako | Neppy           | 1 odc.                           |
| 2019    | Czarne lustro                | Rachel Goggins  | odc. Rachel, Jack and Ashley Too |
| 2021    | Mare z Easttown              | Siobhan Sheehan | miniserial, 7 odc.               |
| 2021-22 | The Daily Bugle              | Betty Brant     | 13 odc.                          |
| 2023    | The Last Thing He Told Me    | Bailey Michaels | w gł. obsadzie                   |